# Німецька прогресивна партія
Німецька прогресивна партія (нім. Deutsche Fortschrittspartei) була заснована 6-го червня 1861 р. ліберальними членами Палати представників Пруссії як перша програмна партія.
Під час  Прусського конституційного конфлікту вона стояла в гострій опозиції до політики Бісмарка, хоча пізніше в залежності від політичних обставин або наближалася до його позиції в деяких питаннях або залишалася в дистанції.

## Заснування
Партія утворилася як наслідок виходу з фракції «старих лібералів» одинадцяти депутатів Палати представників. Вони закликали до більш послідовної ліберальної політики, і склали у січні 1861 р. програму, яка була відкинута більшістю фракції. Тоді ця група вступила в переговори з лібералами і демократами в Берліні для створення національної партії. В результаті була складена і 6 червня 1861 р. прийнята установча програма Німецької прогресивної партії (НПП). За прусським прикладом в ряді держав  Німецького союзу ліберали і демократи об'єдналися у загальнонімецьку прогресивну партію.

## Програма 1861 року
В установчій програмі НПП головно увага приділялася проведення правової реформи. Партія виступала за незалежних суддів і за рівний доступ усіх громадян до правосуддя. Для досягнення верховенства права мала бути ліквідована залежність прокурорів від уряду. Крім того, політичні злочини більше не повинні були розглядатися суддями на державній службі, але пересічних громадян в рамках судового розгляду з участю присяжних засідателів.
Партія прогресу вимагала також підзвітності уряду парламентові і виступала за зміцнення місцевого самоврядування, рівність всіх релігійних громад і за розділення церкви і держави, особливо у зв'язку з утворенням шлюбів. Подальшими вимогами були економія державного бюджету, зокрема, зменшення військових витрат. Оборона держави повинна була бути заснована не стільки на професійних військових, а перш за все на міліції (Ландвері).

## Організаційна робота
Німецька прогресивна партія була першою сучасною політичною партією в Німеччині. Вона слідувала сформульованій програмі і дала їй свою назву. У публічній роботі під час виборів вона виступали віднині з однаковими вимогами, в той час як раніше кожен формулював свою програму самостійно.
Незважаючи на претензію бути сучасною партією, структура партії залишалася залежною від обмежувального законодавства про асоціації. Юридичне членство у партії було практично неможливим. Але був створений центральний комітет який очолив Вільгельм Леве, а членами були тільки офіційні особи. Були й інші труднощі специфічно німецького характеру.
Однак з часом повстали місцеві і регіональні осередки партії, хоча членство в партії продовжувало довгий час обмежуватися лише кількома ведучими особами.

## Конституційний конфлікт
Партія в основному спиралася на бюргерство. З 1861 по 1866, вона була найсильнішою в прусської палаті представників. Через незгоду партії підвищувати військові витрати в Пруссії виник конституційний конфлікт, в якому НПП стояла в опозиції до нового прусського прем'єр-міністра Отто фон Бісмарка. Його теорія і управління без схваленого парламентом бюджету, бачилися партією як порушення конституції. Дотримування цієї позиції привело до гойдалки настрою після переможної війни проти Австрії. Партія втратила багато виборців і число її депутатів впало в 1866 році до 83 членів. Більшість з тих, хто виступав за співпрацю з Бісмарком в 1867 році відкололася і заснувала Націонал-ліберальну партію. Спочатку це означало тільки поділ політичних груп, а не ліберальної партії в цілому. У наступні роки до 1879 р партія мала 48-68 депутатів у прусської палаті представників.

## Часи заснування імперії і фінал
Незважаючи на критику Бісмарка, партія вітає створення Північнонімецького Союзу, і сприяє об'єднання всіх німецьких земель під проводом Пруссії. Після об'єднання земель в імперію в 1871 році НПП втрача динаміку. Вона виграла на загальних виборах 1872 р. 8.2% голосів у першому турі голосування і 45 місць. У 1874 виборів, це досягнення дещо виросло до 8,6% голосів і 49 місць, але знизилося на наступних виборах в 1877 році знову до 7,7% голосів і 35 місць. На загальних виборах 1878, які відбулися в результаті терористичних атак на кайзера і нападів Отто фон Бісмарка проти ППП як "ворога рейху", партія досягла свого з 6,7% голосів і 26 мандатів. 
5 березня 1884 партія під керівництвом Євгена Ріхтера і Франца Августа Шенк фон Штауффенберга об'єдналися з Ліберальним союзом, уламком лівого крила Націонал-ліберальної партії у Німецьку ліберальну партію. Тим часом у королівстві Саксонії фракція прогресистів відмовилася від того злиття, більшість її членів залишалися незалежними до кінця століття. 